# Bürgersinn
Bürgersinn, op. 295, är en vals av Johann Strauss den yngre. Den spelades första gången den 7 februari 1865 i Redouten-Saal i Wien. 

## Historia
Den årliga Borgarbalen i Wien hade anor från 1850-talet. Efter revolutionen 1848 var kejsaren Frans Josef I angelägen om att söka stöd hos medelklassen genom att bland annat upplåta plats för baler i kejsarpalatset Hofburg. Det var också där som Strauss den 7 februari 1865 dirigerade första framförandet av sin vals Bürgersinn, tillägnad "Herrar representanter för Borgarbalen", i närvaro av kejsarparet.

## Om valsen
Speltiden är ca 8 minuter och 56 sekunder plus minus några sekunder beroende på dirigentens musikaliska tolkning.

## Weblänkar
- Bürgersinn i Naxos-utgåvan.